# Monachoda laticollis
Monachoda laticollis är en kackerlacksart som beskrevs av Hermann Burmeister 1838. Monachoda laticollis ingår i släktet Monachoda och familjen jättekackerlackor. Inga underarter finns listade i Catalogue of Life.